# Abu Hamade

Localização do distrito

Abu Hamade é um dos seis distritos do estado do Rio Nilo, no Sudão.